# Сорокопуд білолобий
Сорокопуд білолобий (Lanius nubicus) — вид горобцеподібних птахів родини сорокопудових (Laniidae).

## Поширення
Вид поширений на півдні Балканського півострова (Північна Македонія, південь Сербії, Болгарії, північ Греції), на Близькому Сході (захід і південь Туреччини, Кіпр, Сирія, Ліван, Ізраїль, Йорданія), заході Ірану та півночі Іраку. На зимівлю мігрує в Африку (екорегіон Сахель) та на південь Аравійського півострова. Бродяжні птахи спостерігалися в Західній Європі, на Кавказі та Середній Азії. Середовищем проживання є відкритий ліс із кущами та поодинокими великими деревами.

## Опис
Птах завдовжки 17-18 см, вагою 15-30 г. Верхня частина тіла чорна. Плечі білі, так само як і основа махових пір'їн. Нижня частина тіла біла, бічні сторони оранжево-коричневого або червонувато-коричневого кольору. Маленька, з плоским лобом голова має чорно-біле оперення. Маківка і потилиця чорні, лоб, щоки і шия білі. Тонка, чорна смуга проходить через очі. Довгий хвіст чорного кольору. Очі і дзьоб чорні. Ноги сірі.
Оперення верхньої частини тіла самиць чорно-коричневого кольору, біле оперення плечей і крил значно менше ніж у самців. Іржаво-червоне забарвлення бічних сторін тіла непримітна і пізнавана тільки поблизу.

## Спосіб життя
Воліє природні відкриті ліси з чагарниками та галявинами, обирає великі окремі дерева. Живиться комахами, іншими безхребетними та дрібними хребетними, такими як ящірки та дрібні птахи. Це моногамний птах. Гніздо будують обидва птахи з пари. Сезон розмноження — з квітня до середини червня. Гніздо розташоване в розвилці гілки або на бічній гілці дерева, іноді в густому (часто колючому) кущі. Кладка складається з 4–6 яєць.